# Каластра Нуова (Римини)
Каластра Нуова је насеље у Италији у округу Римини, региону Емилија-Ромања.
Према процени из 2011. у насељу је живело 23 становника. Насеље се налази на надморској висини од 44 м.